# Осовцы (Кобринский район)
О́совцы (бел. Восаўцы) — деревня в Кобринском районе Брестской области Белоруссии. Входит в состав Остромичского сельсовета.
По данным на 1 января 2016 года население составило 41 человек в 21 домохозяйстве.

## География
Деревня расположена в 19 км к северо-востоку от города и станции Кобрин, в 65 км к востоку от Бреста.
На 2012 год площадь населённого пункта составила 0,47 км² (47 га).

## История
Населённый пункт известен с 1563 года как урочище. В разное время население составляло:
- 1999 год: 36 хозяйств, 74 человека;
- 2005 год: 31 хозяйство, 58 человек;
- 2009 год: 48 человек;
- 2016 год[2]: 21 хозяйство, 41 человек;
- 2019 год[1]: 25 человек.